# Напівікосаедр
Напівікосаедр — це абстрактний правильний многогранник, що містить половину граней правильного ікосаедра. Його можна реалізувати як проєктивний многогранник (замощення проєктивної площини 10 трикутниками), який можна уявити, побудувавши проєктивну площину як півсферу, протилежні точки якої вздовж межі з'єднані і ділять півсферу на три рівні частини.

## Геометрія
Напівікосаедр має 10 трикутних граней, 15 ребер і 6 вершин.
Він також пов'язаний з неопуклим однорідним многогранником, тетрагемігексаедром, який топологічно ідентичний напівікосаедру, якщо 3 його квадратні грані розділити на трикутники.

## Графи
Многогранник можна подати, як симетричний відносно граней і вершин, діаграмою Шлегеля:
|                          |
| Гранецентрована діаграма |

## Повний граф K6
Многогранник має такі ж вершини і ребра, як і п'ятивимірний гексатерон, має повний набір ребер, але містить лише половину (20) граней.
З погляду теорії графів це вкладення графа {\displaystyle K_{6}} (повний граф із 6 вершинами) в проєктивну площину. Для цього вкладення двоїстим графом буде граф Петерсена (див. Напівдодекаедр).

Повний граф K_{6} представляє 6 вершин і 15 ребер напівікосаедра